# Мезьер, Августа Владимировна
А́вгуста Влади́мировна Мезье́р (13 [25] декабря 1869, Царское Село, Санкт-Петербургская губерния — 2 июня 1935, Ленинград) — русский и советский библиограф

, журналистка, книговед, переводчица

 и педагог. Почётный член Русского библиографического общества.

## Биография
Родилась 13 (25) декабря 1862 года (ранее указывался 1869 год) в Царском Селе. Её брат Владимир был женат на дочери контр-адмирала П. А. Неелова Ольге.
В 1882 году окончила Смольный институт. После окончания института начала свою работу в области перевода с французского языка, а также писала научно-популярные очерки. В 1890–1910-е гг. активно участвовала в редакционной работе издательств Ф. Ф. Павленкова, О. Н. Поповой, издательства «Общественная польза» и др.
С 1895 года работала в библиотеке Л. Т. Рубакиной, где с 1898 года заведовала библиографическим бюро; принимала активное участие в создании библиотечных каталогов.
В 1901 году переехала в Смоленск и была принята на работу учительницей в Смоленскую вечернюю воскресную среднюю школу для рабочих, где преподавала вплоть до 1909 года.
В 1906–1917 годах в журналах «Русская школа», «Спутник читателя», «Народный журнал» публиковала критические обзоры библиографической литературы, вела хронику библиотечного и книжного дела. 
Автор свыше 300 книг и статей. Написала несколько книг полубеллетристического характера, из которых «Черный Спартак» (1903), «Из оков к свободе» (1905; 2-е изд. — 1912), «Тернистой дорогой» пользовались широкой известностью. Перевела с французского языка книги «Земля. Описание жизни земного шара» Э. Реклю (первые 3 выпуска, 1895), «История одного крестьянина» Эркмана-Шатриана (1898), «Приключения доисторического мальчика» Э. д’Эрвильи (1898; многократно переиздавалась), «Эпоха великих реформ в Японии» А. фон Зибольда (1902; 2-е изд., 1905) и др. 
Но наибольшее значение имеют её труды по библиографии. Ей принадлежит «Указатель исторических романов, оригинальных и переводных…» (1902). В 1899—1902 годах был опубликован её капитальный труд «Русская словесность с XI по XIX столетие включительно» (в 2 ч., с предисл. Н. А. Рубакина) — ценный справочник по истории русской литературыс древнейших времен до конца XIX века.
Большое значение имеет также её незавершённый «Словарный указатель по книговедению» (ч. 1—3, 1924—1934), содержащий обширную библиографию по истории и теории русского книговедения дореволюционного периода и пятнадцатилетия советского периода. Особую ценность представляют разделы этого указателя, посвящённые редким, конфискованным и уничтоженным изданиям, тюремным библиотекам и т. п. В 1935 году советской цензурой указатель был запрещён, поскольку содержал «политически враждебную литературу», а также запрещённые к упоминанию имена. 
В 1918—1921 годах — заведующая библиотекой Общества оптовых закупок; один из организаторов Музея Города (1918), библиограф-консультант в Наркомпросе Союза коммун Северной области (1918–1919) и Петроградском губполитпросвете (1919–1921). 
Скончалась 2 июня 1935 года в Ленинграде.